# ピアノソナタ第4番 (ベートーヴェン)
ピアノソナタ第4番（ピアノソナタだいよんばん）変ホ長調 作品7は、ルートヴィヒ・ヴァン・ベートーヴェンが作曲したピアノソナタ。演奏時間は約28-29分。

## 概要
作曲年は各種の文献情報から1796年から1797年にかけてであろうと推定される。作品2の3曲（第1番、第2番、第3番）と比べて規模と内容の両面に格段の進歩が見られ、長さの面ではベートーヴェンの全32曲のピアノソナタの中でも第29番（ハンマークラヴィーア）に次ぐ大作となった。カール・チェルニーは「熱情」と愛称で呼ばれるべきは第23番ではなくこのソナタではないかと述べている。
曲は1797年10月にウィーンのアルタリアから出版され、ハンガリー出身のケグレヴィチ伯爵令嬢バルバラへと献呈された。バルバラは当時ベートーヴェンにピアノを習っており、近所に居住していたバルバラのレッスンのためにベートーヴェンは寝起きそのままの姿でケグレヴィチ邸を訪れることもあったという。ピアノの卓越した腕前を持ち作曲者と恋愛関係にあったとされることもある彼女は、他にもピアノ協奏曲第1番など複数の作品の献呈を受けている。出版当時、曲は惚れ込んだ女性を意味する「Die Verliebte」という愛称で呼ばれたこともあったが、現実の人間関係がこの呼称の背景にあるわけでないと考えられている。

## 楽曲構成

### 第1楽章
Allegro molto e con brio 6/8拍子 変ホ長調
ソナタ形式。シンコペーションとスフォルツァンドを多用しつつ、ソナタによるスケールの大きな表現を目指す意志が明確化してきている。冒頭、ホルンの音色を思わせるような同音連打の伴奏に乗り第1主題が提示される（譜例1）。
譜例1
推移はまず第1主題を基に進められるが、さらに複数の特徴的な素材を盛り込んで発展し、やがて変ロ長調で抒情的な第2主題が奏される（譜例2）。
譜例2
譜例2は変奏されながら力を蓄え、7和音によるフォルテッシモに到達する。ただちに最弱音に静まると新しい素材によって再び最強音までのクレッシェンドが行われ、アルペッジョに彩られたコデッタとなる。最後にシンコペーションのリズムによる新しい楽想が出されて提示部を締めくくり、反復となる。小規模な展開部は譜例1の強奏に開始し、提示部の推移や結尾の楽想を用いて進められる。譜例1が再度奏されると8分音符の伴奏の上に訴えかけるような旋律が歌われ、間もなく展開部の終わりを迎える。再現部は第1主題をフォルテッシモで奏して始まり、譜例2も変ホ長調となって現れる。後年の作品を想起させるような堂々たる規模を誇るコーダは第1主題と第2主題を織り込みながら進められ、最後は管弦楽的な華やかさをもって結ばれる。

### 第2楽章
Largo, con gran espressione 3/4拍子 ハ長調
三部リート形式。作曲者の優れたカンタービレ奏法と度量の広さを背景として書かれた気高い緩徐楽章で、作品2からの成熟度の深化は著しい。休符に遮られながら威厳を湛えた主題が奏でられる（譜例3）。
譜例3
ト長調のエピソードが挿入されて譜例3が形を変えつつ再び現れる。中間部は変イ長調に転じ、ピチカートを模したスタッカートの伴奏の上にコラールのような旋律が歌われる（譜例4）。
譜例4
中間部の終盤には4オクターブのユニゾンに高音部が応答する掛け合いが置かれるが、ここでベートーヴェンは2分音符に対してピアノでは演奏不可能なクレッシェンドを指定している。譜例3が静かに再現され、装飾を加えたエピソード部を経て繰り返される。コーダではまず左手に譜例4の主題が回想されて盛り上がりを築き、その後譜例3が扱われながらごく静かに楽章の幕を下ろす。

### 第3楽章
Allegro 3/4拍子 変ホ長調
メヌエットともスケルツォとも明示されておらず、そのどちらとも言い難い曲想を持つ。ドルチェの指示の下、譜例5の旋律が歌い出される。
譜例5
主題を反復すると譜例5をカノン風に扱った短い中間エピソードが置かれ、譜例5が再び奏される。コデッタによって第1部を閉じると中間エピソード以下が繰り返される。ミノーレの中間部では変ホ短調となり、3連符の轟きがそのほぼ全体を覆い尽くし第1部と鋭い対照を成す（譜例6）。
譜例6
中間部が終わるとアレグロ・ダ・カーポとなり冒頭へ戻る。

### 第4楽章
Rondo. Poco allegretto e grazioso 2/4拍子 変ホ長調
ロンドソナタ形式。ロンド楽章も内容の充実が著しく、旧作からは長足の進歩を見せている。ドナルド・フランシス・トーヴィーはこの楽章をベートーヴェンの初期書法を締めくくる楽曲群の中に位置づけている。楽章はロンド主題の提示に始まる（譜例7）。
譜例7
32分音符のアルペッジョに始まるエピソードを挟んで譜例1がオクターブで繰り返されると、アルペッジョの音型が低音部に現れて手の交差により声部同士が応答し合う推移に移る。続く主題は変ロ長調の譜例8である。
譜例8
譜例8がまとめられるとロンド主題が再現される。再び2分音符にクレッシェンドを付す独特の書法があり、ハ短調で推進力のみなぎる新しい主題へと移行する（譜例9）。
譜例9
譜例9が大きく発展すると次第に勢いを収めていき、ロンド主題の再現となる。推移を経ると譜例8も変ホ長調となって奏される。フェルマータが置かれて間を取った後、コーダは遠隔調であるホ長調の譜例7から開始される。変ホ長調に回帰して譜例7が再び奏されると同じ調性のまま譜例9が穏やかに回想され、そのまま静まっていくと初期の大作はごく静かな終結を迎える。